# Kontrollratsgesetz Nr. 60
Mit dem vom Alliierten Kontrollrat am 19. Dezember 1947 erlassenen Kontrollratsgesetz Nr. 60 Aufhebung der nationalsozialistischen Gesetzgebung betreffend Filme wurden das Gesetz über die Errichtung einer Vorläufigen Filmkammer (Filmkammergesetz) vom 14. Juli 1933 und das Reichslichtspielgesetz vom 16. Februar 1934 aufgehoben.
Die beiden aufgehobenen Gesetze hatten während der Zeit des Nationalsozialismus die Entstehung von 7000 NS-Filmen ermöglicht und bildeten eine Belastung für den Neuaufbau einer rechtsstaatlichen Filmindustrie. Das Filmkammergesetz hatte zur Zwangsmitgliedschaft in der unter Leitung des Reichspropagandaministers Joseph Goebbels stehenden Reichsfilmkammer verpflichtet, das Lichtspielgesetz hatte Drehbücher und Produktionen der Vor- und Nachzensur durch den Reichsfilmdramaturgen und die Filmprüfstelle unterworfen.